# Župnija Preska
Župnija Preska je rimskokatoliška teritorialna župnija dekanije Ljubljana - Šentvid nadškofije Ljubljana. Župnija leži na polovici poti med Kranjem in Ljubljano v občini Medvode.

## Obseg
Župnija obsega naslednje kraje in naselja: 
- Preska,
- Medvode (brez Svetja)
- Seničica
- Žlebe
- Vaše
- Goričane (polovico vasi vključno z gradom Goričane).

## Zgodovina
Cerkev sv. Janeza Krstnika se prvič omenja v letu 1631, po letu 1641 je znano, da je bilo pokopališče okoli cerkve že obdano z zidom. Po ustanovitvi »fare« je bilo opuščeno in novo napravljeno na sedanji lokaciji, kjer je bila 1858 zgrajena mrtvašnica.
Cerkev je bila leta 1884, ko o »fari« piše Anton Koblar, že večkrat prezidana in je imela nenavadno obliko pravoslavnega križa v izmeri 18x18 m. Nova, sedanja cerkev je bila postavljena leta 1941 po načrtih arhitekta J. Valentinčiča. Od stare cerkve je ostal zvonik, stranski vhod, nekaj kipov, dve Langusovi in ena Metzingerjeva slika. Nad glavnim oltarjem je Kregarjeva slika iz leta 1957.
Med letoma 1848 in 1849 je bilo zgrajeno novo župnišče na sedanji lokaciji, pod vasjo pa je ostal »stari farovž«.
Pred ustanovitvijo župnije je večina ozemlja spadala pod Sorško »faro«, leta 1786 pa se je od »materne-fare« ločil južni del ozemlja vključno z gradom Goričane. Naknadno je župnija Golobrško sosesko dobila od župnije Šentvid nad Ljubljano, saj je bilo Golo Brdo že od prej slabo povezano s svojo župnijo, zaradi vmesnega gričevja. 
Župnija ima tri podružnične cerkve: cerkev Sv. Trojice na Golem Brdu (491 m), cerkev Sv. Marjete v Žlebeh (408 m) in cerkev Sv. Jakoba na Petelincu (587 m). Poleg tega je na ozemlju župnije še kapela Marije Pomočnice na Bonovcu (tudi Plečnikova ali Hafnerjeva kapelica) in nadškofijski dvorec Goričane, kjer je kapela Sv. Frančiška Saleškega.

### Farne spominske plošče
V župniji so postavljene Farne spominske plošče, na katerih so imena vaščanov iz okoliških vasi (Golo Brdo, Goričane, Medvode, Preska, Vaše in Žlebe) ki so padli nasilne smrti na protikomunistični strani v letih 1942-1945. Skupno je na ploščah 25 imen.
Skupaj s sedanjim župnikom, Juretom Koželjem, je župnijo vodilo 13 duhovnikov.